# 南哨街道
南哨镇，是中华人民共和国辽宁省朝阳市喀喇沁左翼蒙古族自治县下辖的一个乡镇级行政单位。

## 行政区划
南哨镇下辖以下地区：
梁家营子村、山咀村、五道营子村、柏沟村、化金沟村、白音爱里村和南窑村。